# West Bank Premier League
Die West Bank Premier League ist eine der zwei höchsten Ligen des palästinensischen Fußballverbands. Die andere Liga ist die Gaza Strip Premier League. Die palästinensischen Klubs haben eine weitreichende Geschichte bis hin in die 1930er Jahre. Jedoch gingen die meisten Teams durch politische Unruhen und die daraus folgende geographische Reduktion des Landes ein. Über die Jahre wurde die Liga in vielen Formaten ausgetragen. In ihrer jetzigen Form läuft sie ununterbrochen seit 2008.

## Modus
Das ursprüngliche Format der Liga, bestand aus 12 Mannschaften welche jeweils zweimal über 22 Spieltage verteilt gegeneinander spielten. Die beiden Teams mit den wenigsten Punkten am Ende der Saison stieg dann in die zweite Liga ab und die Mannschaft mit den meisten Punkten wurde Meister. Die Saison bestand dann nur noch aus 10 Mannschaften, wobei diese Anzahl sich in der darauffolgenden Saison wieder auf 12 Mannschaften erhöhen sollte. Diese Anzahl wurde bisher auch so beibehalten.

## Zeit vor der Professionalisierung
- 1977 gewann Silwan SC eine Liga bestehend aus fünf Mannschaften mit 28 Punkten vor den anderen Teilnehmern: al-Arabi Beit Safafa, YMCA, al-Bireh Group, und Shabab al-Khaleel
- 1982 gewann Shabab al-Khaleel eine aus 24 Mannschaften bestehende Liga mit insgesamt 81 Punkten und fünf Punkten Vorsprung auf YMCA
- 1984 gewann Markaz Tulkarem eine aus 12 Mannschaften bestehende Liga mit 60 Punkten sowie einem Punkt Vorsprung auf den Verfolger Hateen
- 1985 gewann Shabab al-Khaleel seinen zweiten Titel, die Liga bestand erneut aus 12 Mannschaften. Insgesamt kam das Team am Ende der Saison auf 60 Punkte mit sechs Punkten Vorsprung auf Thaqafi Tulkarem.
- 1997 gewann Markaz Shabab al-Am'ari seinen ersten Titel mit insgesamt 64 Punkten. Die Liga bestand aus 16 Teams. Zweiter wurde Thaqafi Tulkarm mit 53 Punkten.
- In der Saison 2008/09 gewann Taraji Wadi al-Nes eine aus 22 Mannschaften bestehende Liga. Diese Saison sollte die Teilnehmer für die erste als auch zweite Liga ermitteln. Insgesamt sammelte die Mannschaft 49 Punkte in 21 Spielen.[5]
- In der Saison 2009/10 gewann Jabal al-Mukaber Club eine aus 12 Mannschaften bestehende Liga. Dies war die letzte Saison, bevor die PFA die Ligen professionalisierte. Insgesamt sammelte das Team 49 Punkte in 22 Spielen, sieben mehr als der Verfolger Hilal al-Quds Club

## Bisherige Meister
Die bisherigen Meister waren:
| Saison  | Verein                  |
| ------- | ----------------------- |
| 1977    | Silwan SC               |
| 1982    | Shabab al-Khalil SC     |
| 1984    | Markaz Tulkarem         |
| 1984/85 | Shabab al-Khalil SC     |
| 1997    | Markaz Shabab al-Am'ari |
| 2000    | Taraji Wadi al-Nes      |
| 2006    | Markaz Tulkarem         |
| 2007    | Taraji Wadi al-Nes      |
| 2008/09 | Taraji Wadi al-Nes      |
| 2009/10 | Jabal al-Mukaber Club   |
| 2010/11 | Markaz Shabab al-Am'ari |
| 2011/12 | Hilal al-Quds Club      |
| 2012/13 | Shabab al-Dhahiriya SC  |
| 2013/14 | Taraji Wadi al-Nes      |
| 2014/15 | Shabab al-Dhahiriya SC  |
| 2015/16 | Shabab al-Khalil SC     |
| 2016/17 | Hilal al-Quds Club      |
| 2017/18 | Hilal al-Quds Club      |
| 2018/19 | Hilal al-Quds Club      |
| 2019/20 | Markaz Balata           |
| 2020/21 | Shabab al-Khalil SC     |
| 2021/22 | Shabab al-Khalil SC     |
| 2022/23 | Jabal al-Mukaber Club   |
| 2023/24 | Abbruch                 |